# Philip Snowden

Philip Snowden, PC (18 de juliol de 1864 - 15 de maig de 1937) fou un polític britànic, primer vescomte de Snowden. Va ser un gran orador que es va fer popular als cercles sindicals per la seva denúncia del capitalisme com a poc ètic i la promesa d'una utopia socialista. Va ser el primer laborista canceller d'Hisenda, una posició que va ocupar el 1924 i de nou entre 1929 i 1931. Va trencar amb la política laborista el 1931 i va ser expulsat del partit i tractat com un traïdor, quan el partit va ser aclaparadorament aixafat el 1931 per la coalició del Govern Nacional a la qual Snowden donava suport.